# Rakovo (Slowakije)
Rakovo (Hongaars: Nagyrákó) is een Slowaakse gemeente in de regio Žilina, en maakt deel uit van het district Martin.
Rakovo telt 316 inwoners.